# Dolichacantha shikotani
Dolichacantha shikotani är en svampdjursart som beskrevs av Koltun 1970. Dolichacantha shikotani ingår i släktet Dolichacantha och familjen Acarnidae. Inga underarter finns listade i Catalogue of Life.